# Полунощ
Полунощ в повечето страни е часът, в който завършва едно денонощие и започва друго. Означава се като 24:00 часа или по-често като 00:00 часа. В някои страни като САЩ се означава с 12:00 a.m. Всяка година на 31 декември срещу 1 януари точно в полунощ се празнува и посреща новата година. В православната християнска църква Великденското богослужение започва точно в полунощ. В приказката „Пепеляшка“ на Шарл Перо, каляската, пищната рокля и стъклените пантофи изчезват когато часовникът бие полунощ. Понякога (особено в поезията) като синоним на полунощ се използва дванадесетият час.